# Richard Vallentin
Richard Vallentin (* 3. Februar 1874 in Berlin; † 14. Januar 1908 in Deutsch-Wilmersdorf bei Berlin) war ein Schauspieler und Theaterregisseur in Berlin und Wien.

## Leben

### Herkunft und Ausbildung
Richard Vallentin stammte aus einer jüdischen Familie. Die Eltern waren der Kaufmann Gustav Vallentin aus Filehne und Sara, geborene Heymann, aus Berlin. Der Bruder Franz Vallentin wurde später Schauspieler und Publizist, eine Schwester Eva Mendel (1870–1942) nahm sich 1942 wegen ihrer jüdischen Familienzugehörigkeit das Leben. Richard Vallentin besuchte das Gymnasium in Luzern, dieses brach er ab und begann eine kaufmännische Lehre in einem Seidengeschäft.

### Erste Schauspielertätigkeiten
Seit 1892 war er am Ostend-Theater in Berlin als Statist, dann als Schauspieler tätig. 1893 ging er an ein Theater nach St. Gallen, 1894 nach Hanau, 1895 nach Elbing und im Sommer nach Karlsruhe.
Seit 1896 war Richard Vallentin am Deutschen Theater in Berlin unter Otto Brahm. Dort begegnete er dem jungen Max Reinhardt, mit dem er seitdem eng zusammenarbeitete. 1900 waren beide beim Sommergastspiel der Secessionsbühne in Budapest und Wien beteiligt. Seit 1901 war Vallentin kurzzeitig  am Lessing-Theater in Berlin angestellt. 

### Kleines Theater und Neues Theater in Berlin
Seit diesem Jahr war er auch im neuen Kabarett Schall und Rauch, zusammen mit Max Reinhardt und weiteren Schauspielerkollegen tätig. Daraus entstand 1902 das Kleine Theater Unter den Linden. Dort wurde er der wichtigste Regisseur neben Reinhardt. Seine Inszenierung von Gorkis Nachtasyl 1903 wurde der größte Erfolg des jungen Ensembles mit über 500 Aufführungen. In diesem Jahr holte ihn Max Reinhardt auch an sein Neues Theater am Schiffbauerdamm als Regisseur.
1905 wurde er aber nicht Reinhardts Nachfolger als Direktor am Kleinen Theater, was ihn sehr enttäuschte.

### Deutsches Volkstheater und Freie Volksbühne in Wien
Er ging daraufhin an das Volkstheater in Wien als Regisseur. Dort inszenierte er Stücke zeitgenössischer Autoren auf hohem künstlerischen Niveau. 1906 gründete er mit Stefan Großmann und anderen außerdem die Wiener Freie Volksbühne. Seine dortigen Regietätigkeiten wurden ihm aber bald vom Deutschen Volkstheater als seinem eigentlichen Arbeitgeber untersagt.
Im Frühsommer 1907 beendete Vallentin seine Theatertätigkeiten in Wien.

### Hebbel-Theater in Berlin
Eugen Robert holte ihn als Oberregisseur für das wiederzueröffnende Hebbel-Theater nach Berlin zurück. Dort inszenierte er noch eine Aufführung, war aber gesundheitlich schon sehr geschwächt. Am 14. Januar 1908 starb er während Theaterproben im Alter von nicht einmal 34 Jahren an Krebs. Seine Asche wurde nach Hamburg überführt.

## Bedeutung
Richard Vallentin war ein exzellenter junger Theaterregisseur, der von Theaterkritikern für seine Inszenierungen viel gelobt wurde.
Seine stimmungsvollen Inszenierungen und das realistische Bühnenbild wurden sehr geschätzt. Richard Vallentin galt einigen als der eigentliche Begründer des Erfolgs der frühen Reinhardt-Bühnen in Berlin und seine Inszenierungsweise als Abkehr von der etwas langweiligen rein naturalistischen Aufführungspraxis von Otto Brahm.
Umso schmerzlicher war es für ihn und viele andere, dass ihn Max Reinhardt 1905 nicht zu seinem Nachfolger als Direktor des Kleinen Theaters machte, sondern den weniger talentierten Victor Barnowsky. Einige vermuteten, dass er wahrscheinlich aus Rivalitätsgründen aus Berlin verdrängt wurde.

## Ehe und Nachkommen
Richard Vallentin war seit 1899 mit der Schauspielerin Elise Zachow-Vallentin verheiratet. Ihr Sohn Maxim Vallentin wurde ebenfalls Schauspieler und später Leiter des Maxim-Gorki-Theaters in Berlin.
Schriftliche Unterlagen von Richard Vallentin aus seiner Theatertätigkeit befinden sich im Nachlass des Sohnes Maxim Vallentin im Archiv der Akademie der Künste in Berlin.

## Regietätigkeiten

### Berlin 1902–1905
Richard Vallentin inszenierte am Kleinen Theater und dem Neuen Theater in Berlin etwa 20 Theaterstücke. Angegeben sind die Premierentage, es gab meist weitere Aufführungen.

#### Kleines Theater
- Ackermann von Felix Hollaender und Lothar Schmidt, 29. Oktober 1902, für Schall und Rauch
- Erdgeist von Frank Wedekind, 17. Dezember 1902, Erfolg
- Nachtasyl, von Maxim Gorki, 23. Januar 1903, Kleines Theater, Deutsche Erstaufführung, 516 Vorstellungen, größter Erfolg Vallentins
- Jugend von Max Halbe, 1903, Gastspiel in Budapest, Magyar Szinház (möglicherweise nicht in Berlin aufgeführt)
- Unter sich von Hermann Bahr, 31. Dezember 1903
- Fräulein Julie von August Strindberg, 10. Mai 1904[14]
- Die Doppelgänger-Komödie von Adolf Paul, 1904
- Der tapfere Cassian, von Arthur Schnitzler, 22. November 1904, Uraufführung, in Anwesenheit von Arthur Schnitzler
- Der grüne Kakadu, 22. November 1904, zusammen mit Cassian
- Abschied vom Regiment von Otto Erich Hartleben, 4. Februar 1905
- Angele von Otto Erich Hartleben, 4. Februar 1905, zusammen mit Abschied vom Regiment
- Rosmersholm von Henrik Ibsen, 28. April 1905, letzte Inszenierung in Berlin

#### Neues Theater
- König Nicolo oder So ist das Leben von Frank Wedekind, 1903
- Eine Frau ohne Bedeutung von Oscar Wilde, 1903
- Der Strom von Max Halbe, 1903
- Die Kreuzelschreiber von Ludwig Anzengruber, 1903, Regie von Vallentin unsicher
- Doppelselbstmord von Ludwig Anzengruber, 1903
- Früchte der Bildung von Lew Tolstoi, 1903
- Der Schlachtenlenker von George Bernard Shaw, 1904
- Erdgeist von Frank Wedekind, 23. September 1904 (schon im Kleinen Theater inszeniert)
- Die lustigen Weiber von Windsor von William Shakespeare, 21. Oktober 1904

### Tourneetheater 1903/04
Im Winter 1903/04 wurde auf einer Tournee durch Deutschland und das Baltikum  unter der Leitung von Gustav Lindemann mindestens ein Theaterstück in der Regie von Vallentin aufgeführt.
- Klein Eyolf von Henrik Ibsen, 1903 Weimar, 1904 Darmstadt, Libau und Riga

### Wien 1905–1907
In Wien inszenierte Richard Vallentin für das Deutsche Volkstheater und die Freie Volksbühne einige Theaterstücke, von denen er vier schon in Berlin zur Aufführung gebracht hatte.

#### Deutsches Volkstheater
- Rosmersholm von Henrik Ibsen, 21. September 1905 (schon in Berlin)[17]
- Der zerbrochne Krug von Heinrich von Kleist, 14. Oktober 1905
- Der grüne Kakadu von Arthur Schnitzler, 14. Oktober 1905, mit Der zerbrochene Krug (schon in Berlin)[18]
- Bunbury, eine triviale Komödie von Oscar Wilde, 10. Dezember 1905[19]
- Der König Candaules von André Gide, 27. Januar 1906, in Anwesenheit von André Gide[20]
- Mensch und Übermensch von George Bernard Shaw
- Die lustigen Weiber von Windsor von William Shakespeare (schon in Berlin)
- Jugend von Max Halbe (schon in Berlin)
- Frau Warrens Gewerbe von George Bernard Shaw, 1907

#### Freie Volksbühne
- Zu den Sternen von Leonid Andrejew, 21. Oktober 1906, Theater in der Josefstadt, Uraufführung, Eröffnungsvorstellung der Freien Volksbühne[21]
- Gerhart Hauptmann: Hanneles Himmelfahrt,  Richard Vallentin musste die Regietätigkeit wegen Anweisung des Deutschen Volkstheaters aufgeben[22]
- Baumeister Solness von Henrik Ibsen, 7. Mai 1907, Theater in der Josefstadt, vier weitere Aufführungen bis 28. Mai[23]

### Berlin 1907/08
Seit Ende 1907 inszenierte Richard Vallentin für das neue Hebbel-Theater. Eine Aufführung konnte er noch selber leiten, bei der offiziellen Eröffnung des Theaters am 28. Januar 1908 war er bereits gestorben. 
- Frau Warrens Gewerbe von George Bernard Shaw, 16. November 1907, Central-Theater, Gastaufführung des Hebbel-Ensembles, gute Resonanz[24][25]
- Maria Magdalena von Friedrich Hebbel, 28. Januar 1908, nach Regieentwurf von Vallentin, Eröffnungsstück des Theaters[26]

## Texte
Richard Vallentin verfasste auch einige Texte, teilweise für Kindertheater
- Kasperle-Theater, 1901, Theaterstück für Schall und Rauch
- Salve Servator (Heil dir, o Retter, eine römische Märchen-Pantomime), 1901, Manuskript, für Schall und Rauch
- Neues Kinder-Theater, Tierspiele für Musik und Tanz, Berlin, Harmonie, 1902, mit Alice Berend und Bogumil Zepler, für Kindertheater des Künstlerhauses Bellevuestraße
- Bunbury, eine triviale Komödie von Oscar Wilde, Bearbeitung der Übersetzung von Teschenberg, 1905, für Deutsches Volkstheater Wien